# Roberto Gomez (Billardspieler)
Roberto Gomez (* 5. Oktober 1978 in Zamboanga City, Mindanao) ist ein philippinischer Poolbillardspieler.

## Karriere
Sein größter Karriereerfolg war der Finaleinzug bei der WPA-9-Ball-Weltmeisterschaft 2007. Im Finale unterlag er dem Engländer Daryl Peach knapp mit 15:17. Bereits im Jahr zuvor schaffte er es beim gleichen Turnier immerhin in die erste Finalrunde. Sein bestes Abschneiden bei einer 8-Ball WM war das Erreichen der Runde der letzten 32 2008.
Beim World Pool Masters 2010 erreichte er das Halbfinale, in dem er seinem Landsmann Dennis Orcollo unterlag. Auf dem Weg ins Halbfinale schaltete er unter anderem den mehrfachen Welt- und Europameister Ralf Souquet aus Deutschland aus.